# 産業工学部
産業工学部（さんぎょうこうがくぶ、英称：The School of Industrial Engineering）は、産業工学を教育研究するために日本の大学におかれている学部の名称。東海大学では2013年度より募集停止。

## 概要
東海大学の学部の1つとして開設。学部には、環境保全学科（英称：Department of Environment Conservation Sciences）、電子知能システム工学科（英称：Department of Electronics and Intelligent Systems Engineering）、機械システム工学科（英称：Department of Mechanical Systems Engineering）、建築学科（英称：Department of Architecture）の4学科を設置。学位は、「学士（工学）」（英称：Bachelor of Engineering） を4学科ともに設定している。
沿革
- 1973年4月 - 九州東海大学 工学部が開設。
- 2005年4月 - 工学部 宇宙地球情報工学科をリモートセンシング学科へ名称変更。
- 2008年3月 - 工学部「リモートセンシング学科」、「都市工学科」並びに「電気電子システム工学科」の学生募集を停止。
- 2008年4月 - 東海大学、九州東海大学、北海道東海大学を統合し、東海大学産業工学部として、改組・開設。
- 2013年　- 学生募集を停止。

## 産業工学部と類似する学部名称
- 近畿大学 産業理工学部